# Punt d'intercepció de tercer ordre
En telecomunicacions, un punt d'intercepció de tercer ordre (IP3 o TOI) és una figura específica de mèrit associada a la distorsió d'intermodulació de tercer ordre més general (IMD3), que és una mesura per a sistemes i dispositius poc lineals, per exemple, receptors, amplificadors i mescladors lineals. Es basa en la idea que la no linealitat del dispositiu es pot modelar mitjançant un polinomi de baix ordre, derivat mitjançant l'expansió de sèries de Taylor. El punt d'intercepció de tercer ordre relaciona els productes no lineals causats pel terme no lineal de tercer ordre amb el senyal amplificat linealment, en contrast amb el punt d'intercepció de segon ordre que utilitza termes de segon ordre.
El punt d'intercepció és un concepte purament matemàtic i no es correspon amb un nivell de potència física pràcticament present. En molts casos, es troba molt més enllà del llindar de dany del dispositiu.

## Definicions
S'utilitzen dues definicions diferents per als punts d'intercepció:
- Basat en harmònics: el dispositiu es prova amb un sol to d'entrada. Els productes no lineals causats per la no linealitat d'ordre n apareixen a n vegades la freqüència del to d'entrada.
- Basat en productes d'intermodulació: el dispositiu s'alimenta amb dos tons sinusoïdals un a {\displaystyle f_{1}} i un a les {\displaystyle f_{2}}. Quan cubeu la suma d'aquestes ones sinusoïdals, obtindreu ones sinusoïdals a diverses freqüències, incloses {\displaystyle (2f_{2}-f_{1})} i {\displaystyle (2f_{1}-f_{2})}. Si {\displaystyle f_{1}} i {\displaystyle f_{2}} aleshores són grans però molt junts {\displaystyle (2f_{2}-f_{1})} i {\displaystyle (2f_{1}-f_{2})} estarà molt a prop {\displaystyle f_{1}} i {\displaystyle f_{2}}. Aquest enfocament de dos tons té l'avantatge que no es limita als dispositius de banda ampla i s'utilitza habitualment per a receptors de ràdio.

El punt d'intercepció s'obté gràficament representant la potència de sortida versus la potència d'entrada tant a escales logarítmiques (per exemple, decibels). Es dibuixen dues corbes; un per al senyal amplificat linealment a una freqüència de to d'entrada, un per a un producte no lineal. En una escala logarítmica, la funció xn es tradueix en una recta amb pendent de n. Per tant, el senyal amplificat linealment mostrarà un pendent d'1. Un producte no lineal de tercer ordre augmentarà en 3 dB de potència quan la potència d'entrada augmenta 1 dB.
Ambdues corbes s'estenen amb rectes de pendent 1 i n(3 per a un punt d'intercepció de tercer ordre). El punt on es tallen les corbes és el punt d'intersecció. Es pot llegir des de l'eix de potència d'entrada o sortida, conduint al punt d'intercepció d'entrada (IIP3) o de sortida (OIP3), respectivament.
El punt d'intercepció d'entrada i sortida difereix pel guany de senyal petit del dispositiu.

Els productes d'intermodulació de tercer ordre (D3 i D4) són el resultat del comportament no lineal d'un amplificador. El nivell de potència d'entrada a l'amplificador augmenta en 1 dB en cada fotograma successiu. La potència de sortida dels dos portadors (M1 i M2) augmenta aproximadament 1 dB a cada fotograma, mentre que els productes d'intermodulació de tercer ordre (D3 i D4) creixen 3 dB a cada fotograma. Els productes d'intermodulació d'ordre superior (5è ordre, 7è ordre, 9è ordre) són visibles a nivells de potència d'entrada molt elevats a mesura que l'amplificador passa per la saturació. Prop de la saturació, cada dB addicional de potència d'entrada dóna lloc a una potència de sortida proporcionalment menor als portadors amplificats i proporcionalment més potència de sortida als productes d'intermodulació no desitjats. A la saturació i per sobre, la potència d'entrada addicional produeix una disminució de la potència de sortida, amb la major part d'aquesta potència d'entrada addicional es dissipa com a calor i augmenta el nivell dels productes d'intermodulació no lineal respecte als dos portadors.

## Consideracions pràctiques
El concepte de punt d'intercepció es basa en l'assumpció d'un sistema dèbilment no lineal, el que significa que els termes no lineals d'ordre superior són prou petits com per ser negligibles. A la pràctica, la hipòtesi dèbilment no lineal pot no ser vàlida per a l'extrem superior del rang de potència d'entrada, ja sigui durant la mesura o durant l'ús de l'amplificador. Com a conseqüència, les dades mesurades o simulades es desviaran del pendent ideal de n. El punt d'intercepció segons la seva definició bàsica s'ha de determinar dibuixant les línies rectes amb pendent 1 i n a través de les dades mesurades al nivell de potència més petit possible (possiblement limitat a nivells de potència més baixos pel soroll de l'instrument o del dispositiu). És un error freqüent derivar punts d'intercepció canviant el pendent de les línies rectes o ajustant-los a punts mesurats a nivells de potència massa elevats. En determinades situacions, aquesta mesura pot ser útil, però no és un punt d'intercepció segons la definició. El seu valor depèn de les condicions de mesura que s'han de documentar, mentre que la IP segons la definició és majoritàriament inequívoca; tot i que hi ha certa dependència de la freqüència i l'espaiat de to, depenent de la física del dispositiu a prova.
Una de les aplicacions útils del punt d'intercepció de tercer ordre és com a mesura de regla general per estimar productes no lineals. Quan es comparen sistemes o dispositius per a la linealitat, és millor un punt d'intercepció més alt. Es pot veure que l'espai entre dues rectes amb pendents de 3 i 1 es tanca amb pendent 2.

## Teoria
El punt d'intercepció de tercer ordre (TOI) és una propietat de la funció de transferència del dispositiu O (vegeu el diagrama). Aquesta funció de transferència relaciona el nivell de tensió del senyal de sortida amb el nivell de tensió del senyal d'entrada. Suposem un dispositiu "lineal" que té una funció de transferència la forma de senyal petita de la qual es pot expressar en termes d'una sèrie de potències que només conté termes senars, fent de la funció de transferència una funció estranya de la tensió del senyal d'entrada, és a dir, O (− s ) = − O ( s ). Quan els senyals que passen pel dispositiu real són formes d'ona de tensió sinusoïdal modulades (per exemple, un amplificador de RF), les no linealitats del dispositiu es poden expressar en termes de com afecten els components individuals del senyal sinusoïdal. Per exemple, suposem que el senyal de tensió d'entrada és l'ona sinusoïdal
{\displaystyle s(t)=V\cos(\omega t),}

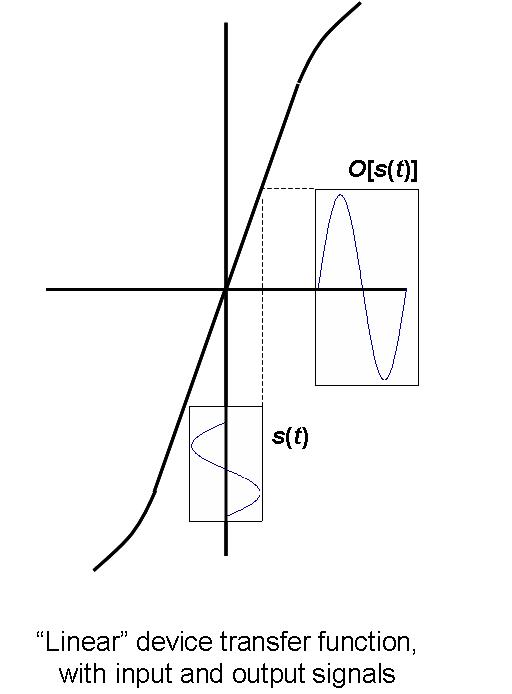
Funció de transferència de l'amplificador

i la funció de transferència del dispositiu produeix una sortida del formulari
{\displaystyle O(s)=Gs-D_{3}s^{3}+\ldots ,}
on G és el guany de l'amplificador i D 3 és la distorsió cúbica. Podem substituir la primera equació per la segona i, utilitzant la identitat trigonomètrica
{\displaystyle \cos ^{3}(x)={\frac {3}{4}}\cos(x)+{\frac {1}{4}}\cos(3x),}
obtenim la forma d'ona de voltatge de sortida del dispositiu com
{\displaystyle O(s(t))=\left(GV-{\frac {3}{4}}D_{3}V^{3}\right)\cos(\omega t)-{\frac {1}{4}}D_{3}V^{3}\cos(3\omega t).}
La forma d'ona de sortida conté la forma d'ona original, cos( ωt ), més un nou terme harmònic, cos(3 ωt ), el terme de tercer ordre. El coeficient de l'harmònic cos( ωt ) té dos termes, un que varia linealment amb V i un altre que varia amb el cub de V. De fet, el coeficient de cos( ωt ) té gairebé la mateixa forma que la funció de transferència, excepte pel factor34 En altres paraules, a mesura que augmenta el nivell de senyal V, el nivell del terme cos( ωt ) a la sortida s'anivella, de manera similar a com s'anivella la funció de transferència. Per descomptat, els coeficients dels harmònics d'ordre superior augmentaran (amb l'augment de V ) a mesura que el coeficient del terme cos ( ωt ) s'anivella (la potència ha d'anar a algun lloc).
Si ara restringim la nostra atenció a la part del coeficient cos ( ωt ) que varia linealment amb V, i després ens preguntem, a quin nivell de tensió d'entrada V tindran magnituds iguals els coeficients dels termes de primer i tercer ordre (és a dir,, on es creuen les magnituds), trobem que això passa quan
{\displaystyle V^{2}={\frac {4G}{3D_{3}}},}
que és el punt d'intercepció de tercer ordre (TOI). Així doncs, veiem que el nivell de potència d'entrada TOI és simplement 4/3 vegades la relació entre el guany i el terme de distorsió cúbica a la funció de transferència del dispositiu. Com més petit és el terme cúbic en relació amb el guany, més lineal és el dispositiu i més alt és el TOI. El TOI, relacionat amb la magnitud al quadrat de la forma d'ona de tensió d'entrada, és una quantitat de potència, normalment mesurada en mil·liwatts (mW). El TOI sempre està més enllà dels nivells de potència operacional perquè la potència de sortida es satura abans d'arribar a aquest nivell.